# Parhedyle cryptophthalma
Parhedyle cryptophthalma is een slakkensoort uit de familie van de Parhedylidae. De wetenschappelijke naam van de soort is voor het eerst geldig gepubliceerd in 1974 door Westheide & Wawra.